# Plasma acoplado indutivamente

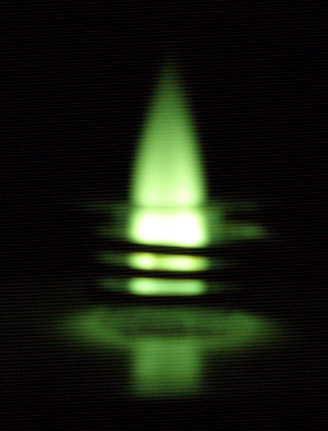
Pequeno ICP

Um plasma acoplado indutivamente (ICP) é um plasma que é energizado (ionizado) pelo aquecimento indutivo do gás com uma bobina eletromagnética e contém uma concentração suficiente de iões e eletrões para tornar o gás eletricamente condutor. Nem todo o gás precisa ser ionizado para que tenha as características de um plasma; apenas 1% de ionização cria um plasma. Os plasmas usados na análise espectroquímica são essencialmente eletricamente neutros, com cada carga positiva em um ião balanceada por um eletrão livre. Nesses plasmas, os ião positivos são quase todos carregados individualmente e há poucos iões negativos, portanto, há quantidades quase iguais de iões e eletrões em cada unidade de volume do plasma.
Os ICPs têm dois modos de operação, chamados de modo capacitivo (E) com baixa densidade de plasma e modo indutivo (H) com alta densidade de plasma, e a transição do modo de aquecimento E para H ocorre com entradas externas. A espectrometria de massa com plasma indutivamente acoplado é operada no modo H.
O que torna a espectrometria de massa com plasma indutivamente acoplado (ICP-MS) única para outras formas de espectrometria de massa inorgânica é sua capacidade de amostrar o analito continuamente, sem interrupção. Isso está em contraste com outras formas de espectrometria de massa inorgânica; Espectrometria de massa de descarga de brilho (GDMS) e espectrometria de massa de ionização térmica (TIMS), que requerem um processo de dois estágios: inserir amostra (s) em uma câmara de vácuo, selar a câmara de vácuo, bombear o vácuo, energizar a amostra, enviando assim iões no analisador de massa. Com o ICP-MS, a amostra a ser analisada fica à pressão atmosférica. Através do uso eficaz de bombeamento diferencial; múltiplos estágios de vácuo separados por aberturas diferenciais (orifícios), os iões criados no plasma de árgon são, com o auxílio de várias técnicas de focalização eletrostática, transmitidos através do analisador de massa para o (s) detector (es) e contados. Isso não apenas permite ao analista aumentar radicalmente o rendimento da amostra (quantidade de amostras ao longo do tempo), mas também torna possível fazer o que é chamado de "aquisição resolvida no tempo". Técnicas hifenizadas como Cromatografia Líquida ICP-MS (LC-ICP-MS); Ablação por laser ICP-MS (LA-ICP-MS); Flow Injection ICP-MS (FIA-ICP-MS), etc. se beneficiaram da qualidade única dessa tecnologia, que tem apenas 35 anos. O poder da análise resolvida com o tempo não pode ser exagerado. Ele estimulou o desenvolvimento de novas e interessantes ferramentas para pesquisas tão variadas quanto geoquímica e química forense; bioquímica e oceanografia. Além disso, o aumento na taxa de transferência de amostras de dezenas de amostras por dia para centenas de amostras por dia revolucionou a análise ambiental, reduzindo custos. Fundamentalmente, tudo isso se deve ao fato de que, enquanto a amostra fica na pressão ambiental, o analisador e o detector estão a 1 / 10.000.000 da mesma pressão durante a operação normal.
Um plasma indutivamente acoplado (ICP) para espectrometria é sustentado em uma tocha que consiste em três tubos concêntricos, geralmente feitos de quartzo, embora o tubo interno (injetor) possa ser de safira se o ácido fluorídrico estiver sendo usado. A ponta desta tocha é colocada dentro de uma bobina de indução alimentada por corrente elétrica de radiofrequência. Um fluxo de gás árgon (geralmente 13 a 18 litros por minuto) é introduzido entre os dois tubos mais externos da tocha e uma faísca elétrica é aplicada por um curto período de tempo para introduzir eletrões livres no fluxo de gás. Esses eletrões interagem com o campo magnético de radiofrequência da bobina de indução e são acelerados primeiro em uma direção, depois na outra, conforme o campo muda em alta frequência (geralmente 27,12 milhões de ciclos por segundo). Os eletrões acelerados colidem com átomos de árgon e, às vezes, uma colisão faz com que um átomo de árgon se separe de um de seus eletrões. O eletrão liberado é, por sua vez, acelerado pelo campo magnético que muda rapidamente. O processo continua até que a taxa de liberação de novos eletrões em colisões seja equilibrada pela taxa de recombinação de eletrões com íons de árgon (átomos que perderam um eletrão). Isso produz uma 'bola de fogo' que consiste principalmente em átomos de árgon com uma fração bastante pequena de eletrões livres e iões de árgon. A temperatura do plasma é muito alta, da ordem de 10.000 K. O plasma também produz luz ultravioleta, portanto, por segurança, não deve ser visto diretamente.
O ICP pode ser retido na tocha de quartzo porque o fluxo de gás entre os dois tubos externos mantém o plasma longe das paredes da tocha. Um segundo fluxo de árgon (cerca de 1 litro por minuto) é geralmente introduzido entre o tubo central e o tubo intermediário para manter o plasma longe da extremidade do tubo central. Um terceiro fluxo (novamente geralmente em torno de 1 litro por minuto) de gás é introduzido no tubo central da tocha. Esse fluxo de gás passa pelo centro do plasma, onde forma um canal que é mais frio do que o plasma circundante, mas ainda muito mais quente do que uma chama química. As amostras a serem analisadas são introduzidas neste canal central, geralmente como uma névoa de líquido formada pela passagem da amostra líquida para um nebulizador.
Para maximizar a temperatura do plasma (e, portanto, a eficiência da ionização) e a estabilidade, a amostra deve ser introduzida através do tubo central com o mínimo de líquido (carga de solvente) possível e com tamanhos de gotas consistentes. Um nebulizador pode ser usado para amostras líquidas, seguido por uma câmara de pulverização para remover gotas maiores, ou um nebulizador de dessolvatação pode ser usado para evaporar a maior parte do solvente antes que ele alcance a tocha. Amostras sólidas também podem ser introduzidas usando ablação a laser. A amostra entra no canal central do ICP, evapora, as moléculas se separam e os átomos constituintes se ionizam. Nas temperaturas que prevalecem no plasma, uma proporção significativa dos átomos de muitos elementos químicos é ionizada, cada átomo perdendo seu eletrão mais fracamente ligado para formar um ião com carga única. A temperatura do plasma é selecionada para maximizar a eficiência de ionização para elementos com uma alta primeira energia de ionização, enquanto minimiza a segunda ionização (carga dupla) para elementos que têm uma segunda energia de ionização baixa.